# Klaksvíkar Ítróttarfelag (femenino)
La sección femenina del Klaksvíkar Ítróttarfelag, conocido popularmente como KÍ, es un club de fútbol femenino de las Islas Feroe con sede en la ciudad de Klaksvík. Juega en la 1. deild kvinnur, máxima categoría del fútbol femenino en el país.
El equipo femenino fue creado en 1985. Es el actual campeón del 1. deild kvinnur y el más exitoso de las Islas Feroe. Han ganado el 1. deild kvinnur durante las últimas 17 temporadas. Desde que comenzó la Liga de Campeones Femenina de la UEFA en 2001, fue el único equipo femenino que ha representado a las Islas Feroe en Europa hasta 2018, y el único equipo que ha participado en todas las competiciones de la UEFA desde la edición inaugural 2001-02 hasta la fecha.

## Historia
Klaksvíkar Ítróttarfelag se fundó en 1904, pero el equipo femenino se fundó a mediados de los 80. El estadio femenino es el mismo estadio que el masculino, Við Djúpumýrar. Las mujeres de Klaksvík han sido desde el primer día un equipo muy exitoso. Ganaron su primer título de la liga de las Islas Feroe en 1997, y nuevamente en 2000. En 2000, las mujeres de KÍ comenzaron una racha de 17 años, ganando el título todos los años desde 2000 hasta 2016. Debido a esto, las mujeres también compitieron en la Liga de Campeones Femenina de la UEFA. Su último título de liga fue en 2020. 

## Palmarés
- 1. deild kvinnur (23): 1997, 2000, 2001, 2002, 2003, 2004, 2005, 2006, 2007, 2008, 2009, 2010, 2011, 2012, 2013, 2014, 2015, 2016, 2019, 2020, 2021, 2022, 2023.
- Copa Femenina de Islas Feroe (16): 2000, 2001, 2003, 2004, 2006, 2007, 2008, 2010, 2011, 2012, 2013, 2014, 2015, 2016, 2020, 2022.